# Florentia (Frankrijk)
Florentia is een plaats en voormalige gemeente in het Franse departement Jura in de regio Bourgogne-Franche-Comté en telt 35 inwoners (2009). De plaats maakt deel uit van het arrondissement Lons-le-Saunier.

## Geschiedenis
Florentia fuseerde op 1 januari 2016 met de gemeenten Nantey, Senaud en Val-d'Épy tot de commune nouvelle Val-d'Épy. Op 1 januari 2018 fuseerde de gemeente tot een nieuwe commune nouvelle, die wederom de naam Val-d'Épy kreeg.

## Geografie
De oppervlakte van Florentia bedraagt 3,4 km², de bevolkingsdichtheid is dus 10,3 inwoners per km².
De onderstaande kaart toont de ligging van Florentia (Frankrijk) met de belangrijkste infrastructuur en aangrenzende gemeenten.

## Demografie
Onderstaande figuur toont het verloop van het inwonertal.
La Balme-d'Épy · Épy · Florentia · Lanéria · Nantey · Poisoux · Senaud · Tarcia